# Inferi di Silio Italico

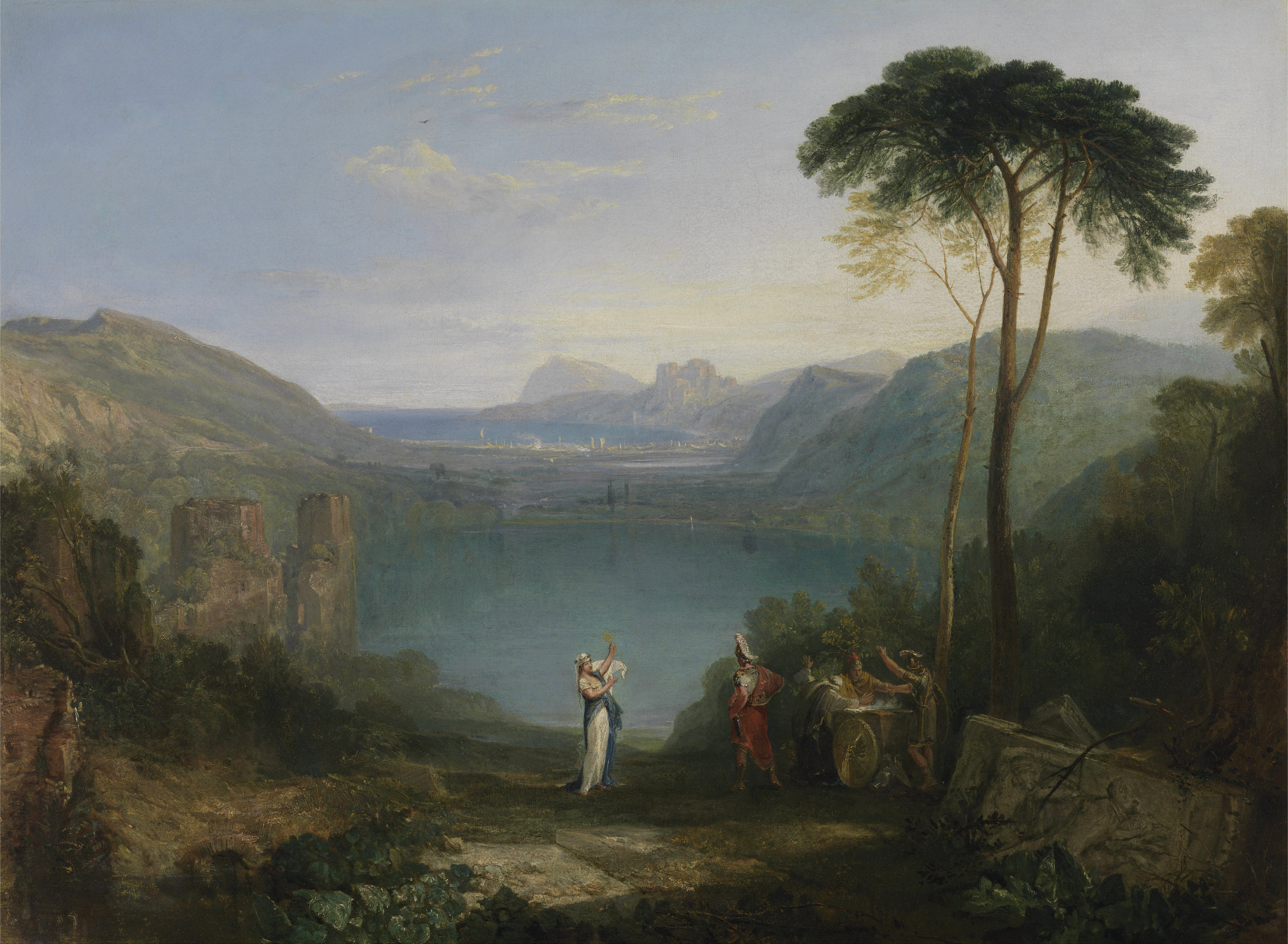
Averno - Enea e Sibilla

Gli Inferi di Silio Italico sono un brano del poema Punica di Silio Italico, dove l'autore porta l'eroe romano alle soglie dell'Averno e lo fa parlare con le anime prave.
Nei tempi antichi, ogni poema epico di un certo spessore descriveva gli Inferi, il regno dei morti cambiando, secondo le intenzioni dell'autore, le caratteristiche "fisse" che la mitologia accettata imponeva.
E gli Inferi erano un posto estremamente frequentato non solo dalle anime dei defunti; conoscendo il preciso rituale del sacrificio, anche i mortali – purché eroi o artisti- potevano avvicinarsi e parlare con le ombre dei personaggi famosi o dei parenti.
Gli eroi dei poemi epici, con questo metodo, ottenevano enormi vantaggi nella preparazione dei loro piani potendo venire a conoscenza di quanto era accaduto in luoghi lontani e, molto più utile, avere informazioni credibili sugli eventi futuri che avrebbero dovuto affrontare.
Gli esempi più noti sono Omero che nell'Odissea fa scendere Ulisse agli Inferi, e Virgilio che nell'Eneide vi porta il suo eroe, Enea.
È meno noto, in quanto cantato da un poeta - a torto o a ragione - ritenuto minore, che anche Scipione l'Africano, all'età di 23-24 anni ebbe la possibilità di utilizzare questa fonte di informazioni. Silio Italico, nel suo Punica porta l'eroe romano alle soglie dell'Averno e lo fa parlare con le anime prave.
La descrizione dell'aldilà varia da regione a regione e riflette le credenze dei popoli che le esprimevano. I luoghi, i fiumi, i personaggi, in genere erano gli stessi ma utilizzati dai poeti in modo personalizzato. Come ogni poema antico anche i Punica descrivono il regno di Plutone secondo una disposizione geografica e sociologica disegnata dal poeta stesso.
Nel libro XIII, dal verso 523 al verso 614, Silio Italico descrive il triste regno permettendo a Scipione, che conosce e pratica il rituale sacrificale richiesto, di parlare con la defunta Sibilla. Questa lo informa sulla geografia del regno dei morti e sulla distribuzione dei suoi abitanti.

## Il regno delle anime
Il luogo è immerso nelle tenebre e nell'ombra. Innumerevoli popoli vi stanno e vi volano perché la casa è una per tutti (domus omnibus una). Una vasta distesa di vuoto si stende in lontananza e la morte vi trascina tutti coloro che sono apparsi sulla terra, nei mari, nell'etere di fuoco. Gli abitanti sono sia quelli che sono morti sia quelli che ancora non sono nati.
Il regno è "cinto" da dieci porte. E ognuna di queste adempie ad una specifica funzione di "filtro". I futuri abitanti entrano attraverso una specifica porta in relazione alla loro vita. Resta da chiedersi il motivo di questo filtro dato che in seguito le anime si raggruppano nuovamente nella grande pianura vuota e tetra. Ad ogni modo la descrizione degli inferi fatta da Silio Italico presenta diverse particolarità.

### Le dieci porte

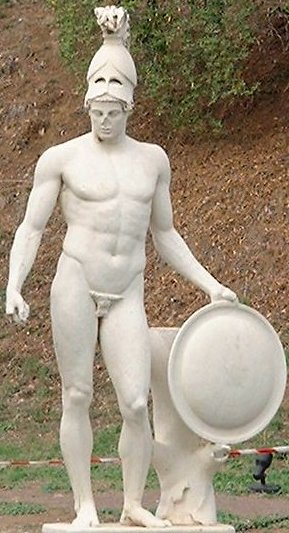
Marte

#### La prima porta
Permette l'ingresso dei guerrieri. Sono i morti gloriosi che hanno fatto grande la patria o hanno difeso i concittadini. In un poema epico in cui l'invasione di Annibale viene accompagnata da stuoli di dèi che aiutano il guerriero punico o i guerrieri romani, è logico che il primo posto sia riservato a questi personaggi, dura Gradivi sorte creatos. I versi citano Marte Gradivo.

#### La seconda porta
Fa entrare i legislatori e i fondatori di città. Una categoria, questa, poco numerosa visto che di città non se ne fondano così frequentemente. Più nutrito il numero dei legislatori. Questi versi non riportano un dio “patrono” si possono intravedere quali "numi tutelari" Romolo il fondatore e Numa Pompilio il legislatore.

#### La terza porta

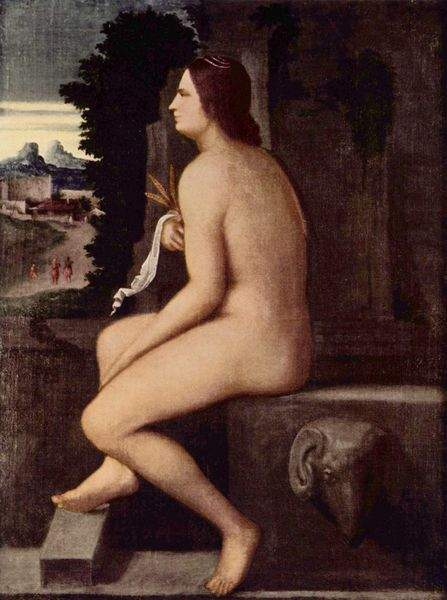
Cerere

È riservata agli agricoltori. In una civiltà legata alla terra come quella romana, dove la nobiltà stessa derivava dal possesso di iugeri di territorio e che –formalmente- impediva ai senatori di esercitare attività diverse dall'agricoltura, diventa chiaro come l'agricoltore fosse considerato il sostegno basilare della patria. La citazione di Cerere (Cereris iustissima turba) nei versi ricorda la divinità degli agricoltori.
Sembra che la divisione delle porte segua uno schema 3+7 (numeri "magici") in quanto le prime tre sono riservate alle caste superiori della società: guerrieri, magistrati, nobili. In realtà le ultime due porte non servono per gli ingressi ma per lasciar uscire le anime. Le cinque porte "centrali" quindi vengono utilizzate dai fornitori di servizi e dal popolo, a sua volta variamente suddiviso.

#### La quarta porta
È dedicata agli artisti, ai poeti. Ma solo a quelli che hanno scritto versi di qualità. Silio Italico vive alla fine del primo secolo quando Roma è già ben addentro nell'assorbimento della civiltà greca. I fornitori di servizi intellettuali, poeti e cantori hanno ottenuto uno status sociale più elevato rispetto a solo un secolo prima. E la citazione di un dio come Febo ricorda che la loro attività è preziosa.

#### La quinta porta

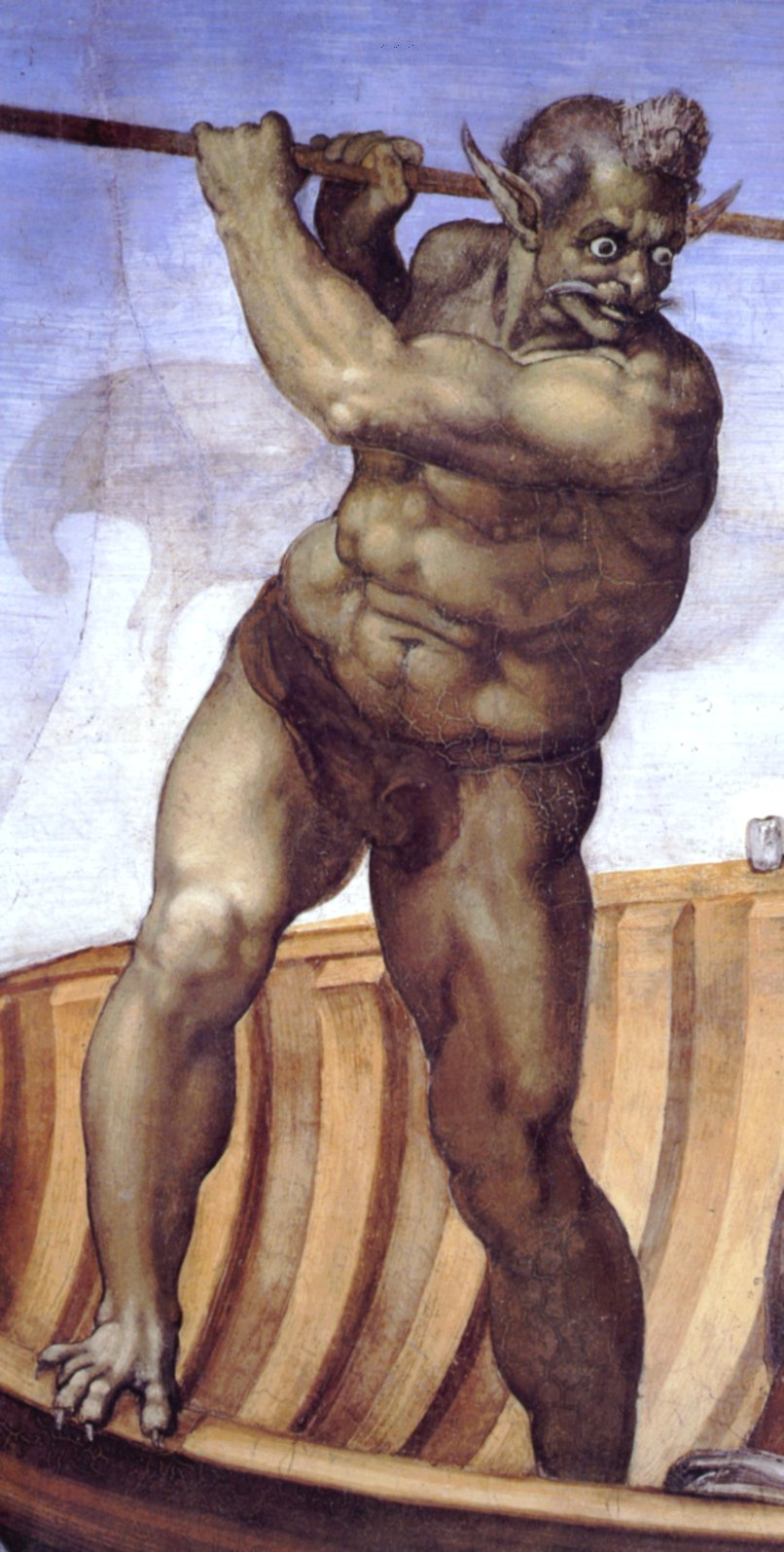
Caronte

Permette l'ingresso ai naufraghi. E in genere a tutti quelli che sono scomparsi in tempeste. In una parola agli insepolti. È la porta "centrale" nella struttura delle porte di ingresso, ed è la porta della pietà. Il morto che non avesse ricevuto le dovute onoranze, che non fosse stato fornito della moneta per Caronte, che non fosse stato inumato o bruciato con il compianto dei parenti e degli amici aveva le sue difficoltà nel passare nel regno delle ombre e le religioni antiche promettevano grandi tristezze alle anime dei defunti non canonicamente pianti. Silio Italico li accomuna in questa porta pietosa pur se non “protetta” da uno specifico dio.

#### La sesta porta
Significativamente, una vasta entrata. È riservata alla folla di chi ha commesso dei delitti. Qui Radamanto, il fratello di Minosse giudica la turba e commina le pene. Il fatto che la posta sia più grande può sembrare ovvio. Ma basterebbe un usciolo visto che Radamanto giudica ogni anima che gli si presenta davanti. Molto probabilmente sarebbe stato più fungibile un grande atrio, magari con un distributore di numeri per eliminare le code o almeno un percorso regolamentato visto che quelle interessate erano anime di persone che –in vita- non avevano seguito le regole.

#### La settima porta
È per le donne. Il ruolo della donna nella società romana, pur essendo più "socializzato" rispetto a quello delle donne greche non era certo rapportato allo stesso livello del ruolo maschile. Pur non essendo richiusa in un gineceo (termine greco, ricordiamolo) la donna romana non gode degli stessi diritti degli uomini. Nemmeno dopo la morte, evidentemente, i ruoli si unificano.  Il “nume” che sovrintende a questa porta è -ovviamente- Proserpina la sposa di Plutone.

#### L'ottava porta
Permette il passaggio delle ragazze morte vergini e dei bambini, o meglio degli infanti (Silio parla di "vagiti"). Un accostamento particolare fra bimbi e vergini forse accomunato nella visione di persone che non hanno vissuto pienamente –o per nulla- la loro vita. Non dimentichiamo che le vergini erano viste come persone "particolarmente bisognose di difesa" esattamente come gli infanti. Nessun nume per l'ottava porta. Si distingue dalle altre perché è caratterizzata – appunto - dai vagiti.
Le successive due porte descritte da Silio Italico sembrano più porte di "uscita". Sono "appartate" e conducono agli Elisi per sentieri nascosti, nei pressi le ombre sono meno fitte e la luminosità è maggiore. Infatti

#### La nona porta
Conduce al regno dei giusti che si stacca tanto dal "regno stigio" quanto dal cielo. I giusti, al di là dell'Oceano bevono direttamente alla sorgente l'acqua del Lete che dà l'oblio. Il bere da questa fonte e la conseguente dimenticanza del percorso compiuto permette ai giusti di attraversare l'ultima porta.

#### La decima porta
Fulgida di luce dorata, luminosa e splendente come se fosse vicina alla Luna lascia passare le anime (animae) che possono raggiungere il cielo. Questa per loro sarà la penultima tappa. Dopo mille lustri (cinquemila anni) le anime torneranno nei corpi per ricominciare il ciclo.
Basti un breve accenno alla metempsicosi per ricordare le svariate credenze filosofiche e religiose sulla sorte finale delle anime e per comprendere quale fosse la visione di Silio Italico.

### Fiumi e paludi
È quindi buona cosa comportarsi da "giusti" per poter lasciare questo regno di ombre. Anche perché se la parte interna è oscura e inane, attorno a questo regno non è che la situazione sia molto migliore.
Per prima cosa vi è un informe abisso pieno di acque stagnanti che formano paludi di limo. Vicino scorre il Flegetonte il fiume di fuoco che brucia le rive, emette un immane rumore anhelo (ansimante) e scaglia massi infuocati. E ancora il Cocito, che per i greci è il "fiume delle lacrime", qui viene descritto come un fiume di sangue nero. Lo Stige, che va a formare la Palude Stigia e che viene usato per il giuramento degli dèi, fa scorrere pece e fango di zolfo. L'Acheronte inoltre ribolle di veleno e putredine, vomita sabbia gelida procedendo lentamente a formare orrendi stagni. Ed è a questi stagni che si abbevera Cerbero, che bevono Tisifone e Megera. Per terminare l'elenco dei fiumi ne viene aggiunto uno senza nome che nasce dalle "fonti delle lacrime", significativamente poste davanti all'inexorabile limes, il limite inesorabile.

### Mostri
Anche gli abitanti di questo poco piacevole panorama vengono descritti da Silio Italico con una certa dovizia di particolari:
L'atrio (si noti che il termine deriva da atrum, buio) in cui si accalcano le anime pullula di mostri che vengono puntualmente elencati con la relativa breve descrizione:
Il Pianto che divora, la Magrezza che si manifesta con le malattie, la Tristezza che si alimenta di lacrime e il Pallore senza sangue. L'Affanno e le Insidie. Da una parte la querula Vecchiaia e dall'altra l'Invidia che si strozza con le sue stesse mani. La Miseria che genera conflitti e delitti, L'Errore dal cammino infido e la Discordia che gode a rimescolare il cielo e il mare. 
Sempre nell'atrio siedono Briareo dalle cento braccia, la Sfinge con la bocca intrisa di sangue, Scilla, i Centauri e le ombre dei Giganti.

### Il tasso
Forse un ricordo di credenze ariane si può vedere –quasi Yggdrasill- nell'immenso albero di tasso che "a destra" distende la sua chioma. Però viene irrigato dal sangue del fiume Cocito e porta fra le fronde uccelli sinistri: l'avvoltoio mangiatore di cadaveri, numerosi gufi e lo strige le cui ali sono macchiate di sangue. Ogni foglia porta un nido di Arpie e tutto l'albero è pervaso dei loro stridii.

### Il giudizio dei re

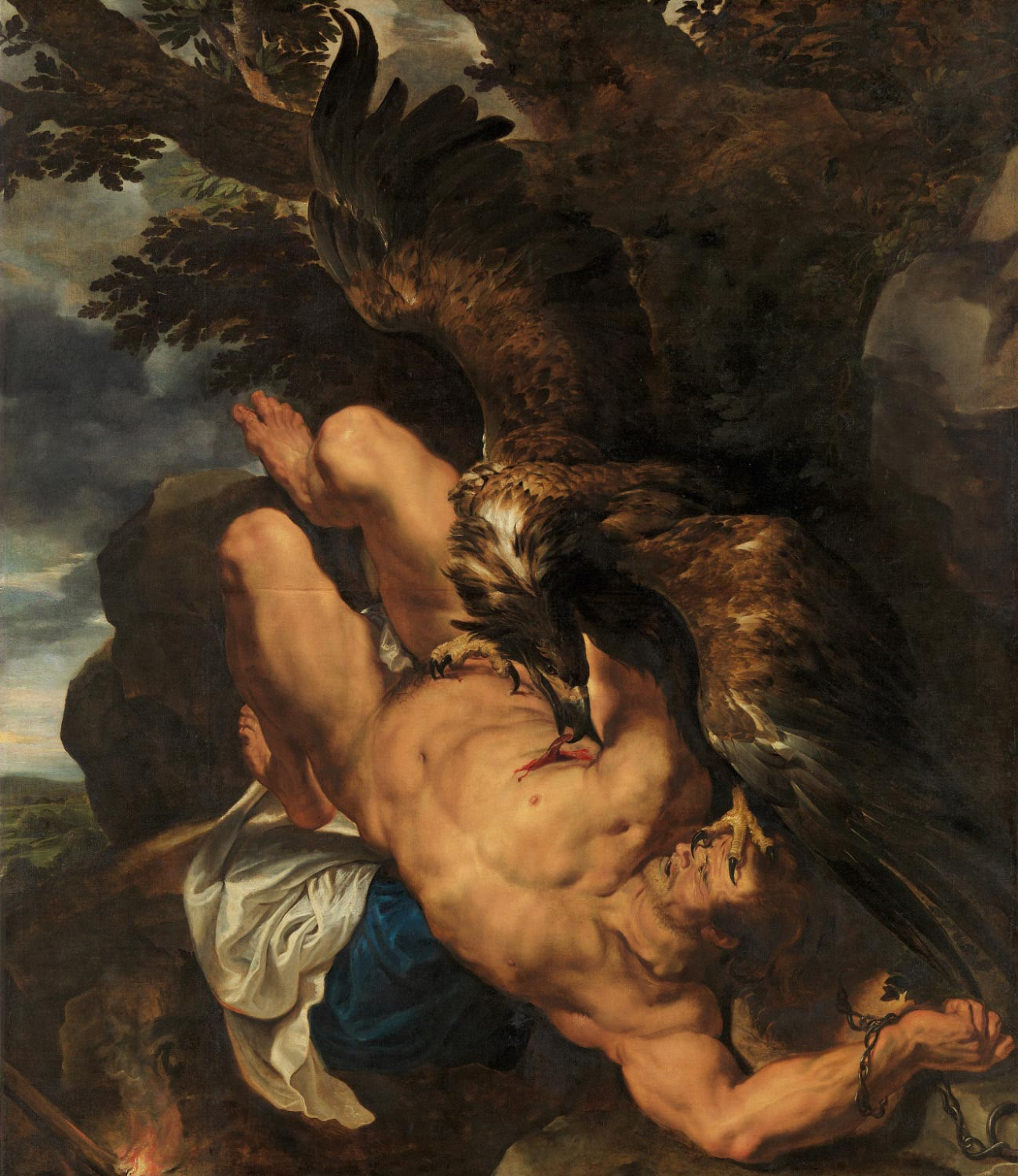
Prometeo

In questo posto cacofonico, puzzolente e mal frequentato, seduto su un trono, Plutone (Silio usa "lo sposo della Giunone dell'Averno") giudica i delitti. Ma quelli dei re. E non doveva essere poi un lavoro che lasciava tanto tempo libero visto che all'epoca i re si contavano a decine o centinaia e che, per Silio – come per ogni buon romano- erano tutti persone infide.
Questi re devono restare in piedi (non seduti sui troni), incatenati e si pentono - tardi ma si pentono- dei loro misfatti. Anche perché sono circondati dalle Furie e da punizioni di tutti i tipi.
I re vorrebbero non aver mai assaporato lo splendore dei loro scettri e vengono derisi dalle ombre che, avendo da loro subito ingiustizie e offese sulla Terra, ora possono sfogarsi. La descrizione dei tormenti riservati ai re non è poi tanto originale. Uno è incatenato ad una roccia, un altro spinge un masso su per una montagna e un terzo viene frustato con una vipera da Megera. Se la terza punizione non richiama alcuna memoria mitologica particolare le prime due ricordano chiaramente le figure di Prometeo e di Sisifo.
Con l'assicurazione che queste torture devono essere loro somministrate per l'eternità si chiude la descrizione che Silio Italico fa del regno dei morti. Scipione può finalmente conoscere sua madre, Pomponia, morta dandolo alla luce quale frutto di una relazione extraconiugale con Giove stesso.

## Nota storica
Giova forse ricordare che solo Silio Italico ci dice il nome della madre di Scipione e che secondo Polibio ella era ancora viva quando, a 24 soli anni, il futuro Africano partì per la Spagna a combattere Asdrubale. Questi dettagli possono essere, quindi, pura invenzione poetica. Sulla nascita "divina" di Scipione ricordiamo che egli stesso lasciava credere di essere nato da Giove. La cosa lo aiutò molto nella campagna bellica in Iberia (cfr. Tito Livio, XXVI, 19) e segnatamente nella conquista di Carthago Nova.

### Fonti primarie
- Silio Italico, Punica (Le guerre puniche), BUR, Milano, 2001. ISBN 8817866253

### Fonti secondarie
- Onorato Occioni, Caio Silio Italico e il suo poema - Firenze, Le Monnier, 1871.
- Giovanni Occhipinti, Agl'inferi, all'Averno - Manduria, Lacaita, 1980. BNI: 8213345
- Elena Petteno, Cruciamenta Acherunti, i dannati nell'ade romano - Roma, L'Erma di Bretschneider, 2004. SBN UBO2458360.
- Carlo Santini, La cognizione del passato in Silio Italico - Roma, Cadmo, 1983.
- Marina Valcarenghi, Arianna e Teseo, Ade e Persefone - Milano, Tranchida, 1999. ISBN TO00762314.